# El Ksar
El Ksar o Ksar (àrab: القصر, al-Qaṣr, pronunciat localment el-Qṣar) o Ksar Gafsa (àrab: قصر قفصة, Qaṣr Qafṣa) és una ciutat de Tunísia, situada uns 3 km a l'oest de Gafsa, a la governació de Gafsa. Queda separada de Gafsa per l'Oued Bayech i es troba sota les muntanyes Djebel Ben Younes. Compta amb un oasi, compartit amb Gafsa, alimentat per la font d'El Faouara. El municipi té 29.517 habitants (2004) inclòs el suburbi annex de Lalla. És capçalera d'una delegació que té 30.720 habitants (cens del 2004). En el seu terme hi ha l'aeroport internacional de Gafsa o de Gafsa-Ksar.

## Administració
És el centre de la delegació o mutamadiyya homònima, amb codi geogràfic 61 53 (ISO 3166-2:TN-12), dividida en sis sectors o imades:
- El Ksar (61 53 51)
- El Ksar Est (61 53 52)
- Lala (61 53 53)
- Cité Hached (61 53 54)
- Amra (61 53 55)
- El Matar (61 53 56)

Al mateix temps, forma una municipalitat o baladiyya (codi geogràfic 61 12). El 26 de maig de 2016, pel Decret governamental núm. 2016-600, el sector de Lala va formar la seva pròpia municipalitat, amb codi 61 21.